# Фривальдский, Янош

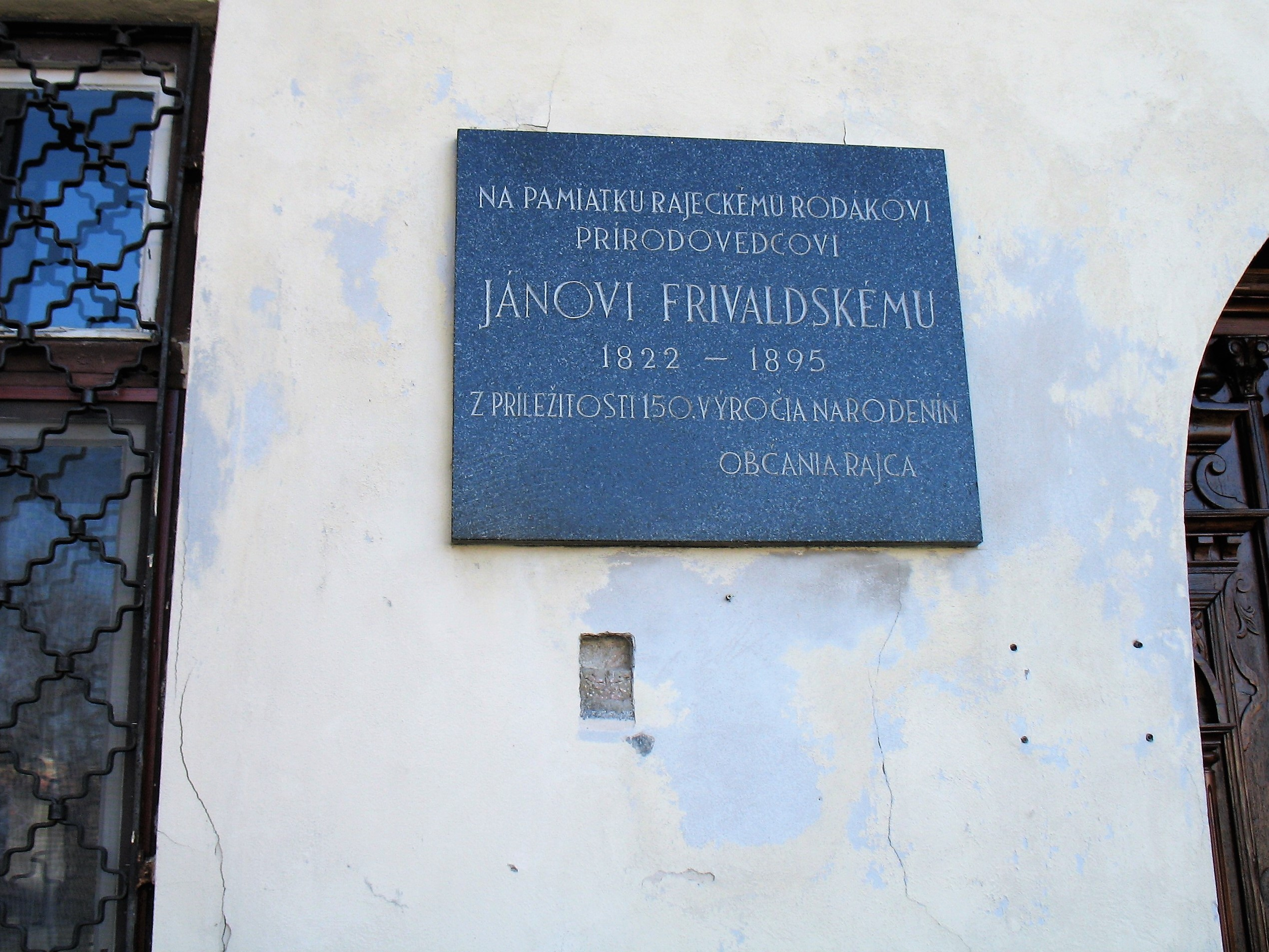
Памятная доска в Раеце

Янош (Ян) Фривальдский (де Фривальд) (венг. János Frivaldszky, de Frivald, 17 июня 1822 — 29 марта 1895) — словацский и венгерский зоолог, энтомолог, натуралист (естествоиспытатель), гименоптеролог. Академик Венгерской академии наук, племянник Имре Фривальдского.

## Биография
Родился 17 июня 1822 года в городе Раец в северной Словакии, учился в средней школе (гимназии) в Тренчине. Затем продолжил обучение в Трнаве, Левице и в Вакове. В 1840—1842 учился в Инженерном институте в Будапеште, но получил диплом инженера-геодезиста только в 1848 году, после прохождения экзаменов. Однако он так и не стал инженером в практической жизни, потому что начал работать хранителем зоологических коллекций Национального музея в Будапеште, где он занял свой пост после ухода на пенсию своего родственника Имре Фривальдского (1799—1870). Почти каждый год он совершал исследовательские поездки в различные регионы Венгрии. Он посвятил себя фаунистическим и систематическим исследованиям животного мира, коллекционированию материалов и пополнению музейных коллекций. Венгерская академия наук избрала его членом-корреспондентом в 1865 году и полноправным членом в 1873 году. Он также был членом Постоянного комитета по математике и науке Академии, затем членом Института геологии и Братиславской ассоциации медицинских и естественных наук (1865), в 1852 году он стал членом Королевского венгерского научного общества. Он также был принят в качестве члена нескольких иностранных профессиональных ассоциаций и учреждений.
Умер 29 марта 1895 в Будапеште (Венгрия).

## Труды
- A magyarországi egyenes röpüek magánrajza (Monographia Orthopterorum Hungariae) (Pest, 1867)
- Adatok a magyarhoni barlangok faunájához (Mathem. és term. tud. Közl., 1865)
- Magyarország téhelyröpüinek futonczféléi (Carabidae) (Pest, 1874)
- Madarak és rovarok (Birdoj kaj insektoj) (Budapest, 1879)
- Aves Hungariae (Budapest, 1891)